# Kalpain
Kalpain (EC 3.4.22.52, EC 3.4.22.53) je protein koji pripada familiji kalcijum-zavisnih, nelizozomalnih cisteinskih proteaza (proteolitičkih enzima) svestrano izraženih kod sisara i mnogih drugih organizama. Kalpaini sačinjavaju C2 familiju proteaznog klana CA u MEROPS bazi podataka. Kalpainski proteolitički sistem obuhvata kalpain proteaze, malu regulatornu podjedinicu CAPNS1, poznatu kao CAPN4, i endogeni, za kalpain specifični inhibitor, kalpastatin.

## Specifičnost presecanja
Kalpain ne prepoznaje jedinstvenu aminokiselinsku sekivencu. Na proteinskim supstratima, elementi tercijarne strukture umesto primarnih aminokiselinskih sekvenci su verovatno odgovorni za usmeravanje presecanja na datom supstratu. Među suptratima koji su peptidi i mali molekuli, najkonzistentnija specifičnosti je za male, hidrofobne aminokiseline (npr. leucin, valin i izoleucin) u P2 poziciji, i velike hidrofobne aminokiseline (npr. fenilalanin i tirozin) u P1 poziciji. Verovatno trenutno najdostupniji fluorogeni supstrat kalpaina je (EDANS)-Glu-Pro-Leu-Phe=Ala-Glu-Arg-Lys-(DABCYL), koji biva presecan na Phe=Ala vezi.

## Šira familija
Projekat ljudskog genoma je pokazao da postoji više deset kalpainskih izoformi, neke od koji imaju višestruke splajsne varijante. Kao prvi kalpain čija trodimenzionalna struktura je određena, m-kalpain je prototipna proteaza C2 (kalpainske) familije u MEROPS bazi podataka.
| Gen    | Protein                    | Alijasi                                      | Tkivno izražavanje                                                        | Veza s bolestima                                                                |
| ------ | -------------------------- | -------------------------------------------- | ------------------------------------------------------------------------- | ------------------------------------------------------------------------------- |
| CAPN1  | Kalpain 1                  | Kalpain-1 velika podjedinica, Kalpain mi-tip | sveprisutan                                                               |                                                                                 |
| CAPN2  | Kalpain 2                  | Kalpain-2 velika podjedinica                 | sveprisutan                                                               |                                                                                 |
| CAPN3  | Kalpain 3                  |                                              | specifičan za skeletalni mišić retine i sočiva                            | Limb Girdlova maskularna distrofija 2A                                          |
| CAPN5  | Kalpain 5                  |                                              | sveprisutan (visoka zastupljenost u debelom i tankim crevima i testisima) | moguća veza sa nekrozom, pošto je ortologan sa C. elegans nekroznim genom tra-3 |
| CAPN6  | Kalpain 6                  | CAPNX, Kalpamodulin                          |                                                                           |                                                                                 |
| CAPN7  | Kalpain 7                  | palBH                                        | sveprisutan                                                               |                                                                                 |
| CAPN8  | Kalpain 8                  |                                              | isključivo u sluzokoži želuca i GI traktu                                 | moguće je da je povezan sa formiranjem polipa debelog creva                     |
| CAPN9  | Kalpain 9                  |                                              | isključivo u sluzokoži želuca i GI traktu                                 | moguće je da je povezan sa formiranjem polipa debelog creva                     |
| CAPN10 | Kalpain 10                 |                                              |                                                                           | gen podložnosti za tip II dijabetes                                             |
| CAPN11 | Kalpain 11                 |                                              | testis                                                                    |                                                                                 |
| CAPN12 | Kalpain 12                 |                                              | sveprisutan, ali visoko izražen u folikulama kose                         |                                                                                 |
| CAPN13 | Kalpain 13                 |                                              | testis i pluća                                                            |                                                                                 |
| CAPN14 | Kalpain 14                 |                                              | sveprisutan                                                               |                                                                                 |
| CAPN17 | Kalpain 17                 |                                              | samo ribe i vodozemci                                                     |                                                                                 |
| SOLH   | Kalpain 15                 | Sol H (homolog drozofilinog gena sol)        |                                                                           |                                                                                 |
| CAPNS1 | Kalpain mala podjedinica 1 | Kalpain 4                                    |                                                                           |                                                                                 |
| CAPNS2 | Kalpain mala podjedinica 2 |                                              |                                                                           |                                                                                 |

## Literatura
- Liu J, Liu MC, Wang KK (2008). „Calpain in the CNS: from synaptic function to neurotoxicity”. Sci Signal. 1 (14): re1. PMID 18398107. doi:10.1126/stke.114re1.
- Suzuki K, Hata S, Kawabata Y, Sorimachi H (2004). „Structure, activation, and biology of calpain”. Diabetes. 53. Suppl 1: S12—8. PMID 14749260. doi:10.2337/diabetes.53.2007.s12.
- Yuen PW, Wang KW (1999). Calpains : Pharmacology and Toxicology of a Cellular Protease. Boca Raton: CRC Press. ISBN 1-56032-713-8.

## Spoljašnje veze
- Calpain на 
- CaMPDB, Calpain for Modulatory Proteolysis Database
- The Calpain Family of Proteases. (2001).  University of Arizona.
- Calpain Info with links in the Cell Migration Gateway
- Alzheimers and calpain protease, PMAP The Proteolysis Map-animation.